# Shady Records
Shady Records er et amerikansk pladeselskab som specialiserer sig med hip-hop musik. Grundlæggeren af Shady Records, rapperen Eminem, startede sit eget pladeselskab under Interscope Records efter at han udgav The Marshall Mathers LP. Sammen med sin manager, Paul Rosenberg, skabte Eminem pladeselskabet sent i år 1999. Den mest succesfulde artist i Shady Records er Eminem selv, som også arbejder i Dr. Dre's Aftermath Entertainment.

## Diskografi

### Albummer
- D-12 – Devil's Night (2001)
- Eminem – The Eminem Show (2002)
- 8 Mile (soundtrack) (2002)
- 50 Cent – Get Rich or Die Tryin' (2003)
- Obie Trice – Cheers (2003)
- D-12 – D12 World (2004)
- Eminem – Encore (2004)
- 50 Cent – The Massacre (2005)
- Eminem – Curtain Call: The Hits (2005)
- Obie Trice – Second Round's On Me (2006)
- Eminem – Eminem Presents: The Re-Up (2006)
- Cashis – The County Hood EP (2007)
- 50 Cent – Curtis (2007)
- Eminem - Relapse (2009)
- 50 Cent – Before I Self Destruct (2009)
- Eminem - Recovery (2010)
- Bad Meets Evil – Hell: The Sequel (2011)
- Yelawolf – Radioactive (2011)
- Slaughterhouse - Welcome to: Our House (2012)
- Mill Dogg – Run Or Die (In Da Core) (2012)
- Eminem - The Marshall Mathers LP 2 (2013)
- Yelawolf - Love Story (2015)
- Yelawolf - Trial by Fire (2017)
- Eminem - Revival (2017)
- Eminem - Kamikaze (2018)
- Westside Boogie - Everythings for Sale (2019)
- Yelawolf - Trunk Muzik 3 (2019)
- Griselda - WWCD (2019)
- Eminem - Music to Be Murdered By (2020)
- Westside Gunn - Who Made the Sunshine (2020)
- Grip - I Died for This!? (2021)
- Gonway the Machine - God Don’t Make Mistakes (2022)
- Ez Mil - DU4LI7Y: REDUX (2023)
- Eminem - The Death of Slim Shady (Coup de Grâce) (2024)

## Singler
- 2001 – D12 – Shit On You
- 2001 – D12 – Purple Pills
- 2001 – D12 – Fight Music
- 2002 – Eminem – Lose Yourself
- 2003 – 50 Cent – Wanksta
- 2003 – 50 Cent – In Da Club
- 2003 – 50 Cent – 21 Questions
- 2003 – 50 Cent feat. Snoop Dogg & G-Unit – P.I.M.P
- 2003 – 50 Cent – If I Can't
- 2003 – Obie Trice – Rap Name
- 2003 – Obie Trice – Got Some Teeth
- 2003 – Obie Trice feat. Nate Dogg – The Set Up
- 2003 – Obie Trice – Don't Come Down
- 2004 – D12 – My Band
- 2004 – D12 – 40 Oz
- 2004 – D12 – How Come
- 2005 – 50 Cent feat. Olivia – Candy Shop
- 2005 – 50 Cent – Just A Lil' Bit
- 2005 – 50 Cent feat. Mobb Deep – Outta Control Remix
- 2006 – Obie Trice feat. Akon – Snitch
- 2006 – Obie Trice – Cry Now
- 2006 – Obie Trice – Jamaican Girl
- 2006 – Eminem feat. 50 Cent, Cashis & Lloyd Banks – You Don't Know
- 2007 – 50 Cent – Straight To The Bank (Shady / Aftermath)
- 2007 – 50 Cent feat. Justin Timberlake – Ayo Technology( Shady / Aftermath)

## Medlemmer
| Artist           | År signeret | Udgivne albummer (i Shady Records) |
| ---------------- | ----------- | ---------------------------------- |
| Eminem           | 2000        | 2                                  |
| 50 Cent          | 2002        | 2                                  |
| D12              | 2000        | 2                                  |
| Obie Trice       | 2000        | 2                                  |
| Ca$his           | 2006        | 1                                  |
| Stat Quo         | 2003        | -                                  |
| Bobby Creekwater | 2005        | -                                  |
| Mill Dogg        | 2012        | 1                                  |
| Westside Boogie  | 2017        | 2                                  |
| Grip             | 2021        | 1                                  |
| Ez Mil           | 2023        | 1                                  |